# Beckenham

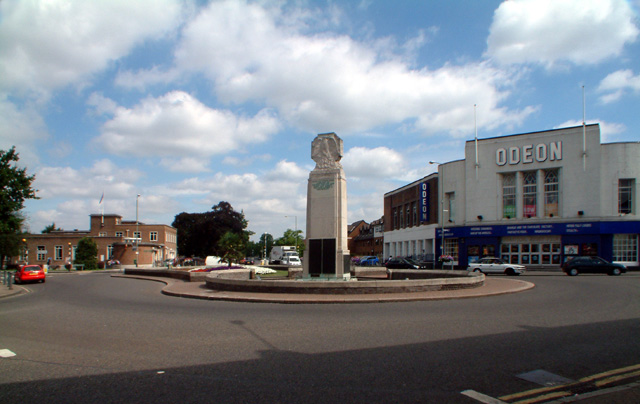
Il War Memorial di Beckenham.

Beckenham è una città nel London Borough of Bromley, Inghilterra, situata a 14,7 km a sud-est di Charing Cross.
Appare con il nome di Bacheham nel Domesday Book del 1086. Il nome sembra derivare da "Beohha's homestead" (fattoria di Beohha) (Beohhan + ham in Inglese Antico).
Il Fiume Beck prese il nome dalla città. La parola Beck significa anche "striscia" in medio inglese. Molti reputano John Cator come colui che ha trasformato Beckenham da villaggio a città importante alla fine del XVIII secolo. 
Dopo la sua morte nel 1806 questo processo accelerò culminando negli anni 30 del XIX secolo con l'arrivo della ferrovia. 
La Chiesa di San Giorgio nel centro della città ha un lychgate del XIII secolo, considerato il più antico in Inghilterra.

## Monumenti e luoghi d'interesse
- Kelsey Park
- Chinese Garage
- Croydon Road Recreation Ground
- St George's Parish Church
- Beckenham Place Park
- Beckenham Crematorium detto anche cimitero di Elmers End
- South Norwood Country Park
- Beckenham Swimming Club

## Dintorni
- Bromley
- Elmers End
- Penge
- West Wickham
- Sydenham
- Catford